# Ariada
Ariada, szarada ariada, szarada zmodyfikowana, szarada zreformowana – odmiana szarady, w której poszczególne sylaby rozwiązania są ponumerowane od pierwszej do ostatniej i należy je odgadnąć na podstawie pewnego tekstu. Obok każdego wersu tego tekstu mogą być podane numery zgłosek rozwiązania, które da się znaleźć w tym wersie. Porównując wszystkie wersy zawierające daną sylabę, można ją jednoznacznie ustalić lub przynajmniej znacznie zawęzić wybór.
Sporadycznie spotyka się ariady, w których numerowane są litery rozwiązania, a nie jego sylaby. Szarada ma też rozliczne bardziej skomplikowane odmiany, jak arytmoariada, kombiariada, ariadokrzyżówka i inne.
Pierwszą ariadę opublikował Arkadiusz Droski w 1936 roku i od jego imienia pochodzi nazwa tego gatunku literackiego.